# José de la Cruz
José de la Cruz (castellà: José de la Cruz Moya)  (Arapiles, 1786 - París, 1 de juliol de 1856) va ser un militar espanyol que va lluitar en l'exèrcit reialista durant la guerra del francès i durant la guerra d'independència a Nova Espanya.

## Biografia
Va cursar estudis en la Universitat de Salamanca. En 1811 ja era general de divisió en les Guerres Napoleòniques participant en campanyes al costat del general Cuesta. Es va traslladar a la Nova Espanya juntament amb el virrei Francisco Xavier Venegas que li donaria el comandament d'una de les tres divisions realistes per combatre a les forces insurgents de Miguel Hidalgo, amb el càrrec de Mariscal de Camp i Comandant General de les Províncies internes occidentals de la Nova Espanya.
Va derrotar José Antonio Torres més conegut com l'Amo Torres, a José María Mercado, i finalment, el 14 de gener a Ruperto Mier en la batalla d'Urepetiro, va recobrar el port de San Blas que es trobaven en domini dels insurgents. En retribució en 1811 va ser nomenat president de la Reial Audiència de Guadalajara i cinquè intendent de Nova Galícia, càrrec que va ocupar fins al terme de la guerra d'independència en 1821, sent l'últim espanyol reialista a ocupar el càrrec. Va fundar la Casa de Moneda en aquesta ciutat en 1813. Va ser condecorat pel rei Ferran VII d'Espanya per les seves victòries en la guerra d'independència de la Nova Espanya amb la gran creu de l'Orde d'Isabel la Catòlica.
Al maig de 1821, després de la proclamació del Pla d'Iguala, va refusar adherir-se a Agustín de Iturbide i a l'Exèrcit Trigarant pel que va haver de replegar-se a Zacatecas i després a Durango, a causa de la deserció de Pedro Celestino Negrete. En aquest últim lloc va confrontar als independentistes, finalment va capitular el 31 d'agost de 1821. Va tornar a Espanya, on es convertiria en ministre de la Guerra per dos períodes, de 1823 a 1824, i de 1824 a 1826. A la mort de Ferran VII en 1833 ocupava el càrrec de Ministre Interí de Marina, la confiança que Ferran VII tenia en ell el va fer nomenar-lo, en el seu testament, membre suplent del Consell de Regència, que es va instaurar perquè no hi havia un hereu precís al tron espanyol.
A l'edat de 47 anys va participar en la Primera Guerra Carlista (1833 – 1840), com a absolutista i conservador donant suport l'ascensió al tron de l'infant Carles Maria Isidre de Borbó, germà de Ferran VII, i no el dret de la seva filla la princesa d'Astúries, futura Isabel II. Al triomf del bàndol isabelí i pactat el Conveni de Bergara, en el qual s'establia que les ocupacions, graus i condecoracions carlistes serien reconeguts, De la Cruz ostentaria el càrrec de tinent general i senador vitalici, no obstant això partiria en 1845 cap a l'exili a França on va morir en 1856 a l'edat de setanta anys.